# TSV Bad Saulgau
Der TSV Bad Saulgau (Turn - und Sportverein 1848 Bad Saulgau e.V.) ist ein Sportverein aus Bad Saulgau.

## Geschichte
Der TSV Bad Saulgau wurde 1848 als Männerturngemeinde Saulgau gegründet.

### Volleyball
Die Volleyball-Männer spielten von 1998 bis 2006 in der ersten und zweiten Bundesliga. Jahrelanger Spielertrainer war Waldemar Kasprzak. Gesamt spielten sie sechs Jahre in der 2. Bundesliga und zwei Jahre erste Bundesliga.
- Süddeutscher Meister und Aufstieg in die 1. Bundesliga 2002

### Handball
Die Männermannschaft des TSV stieg 1993 in die dritthöchste Liga auf und konnte sich dort sieben Jahre halten. Auch gehörte sie zu den Gründungsmitgliedern der Oberliga Baden-Württemberg (4. Liga), der sie bis zur Saison 2004/05 angehörte. Die Handballabteilung des TSV Bad Saulgau nimmt mit drei Männermannschaften und zehn Nachwuchs- 
mannschaften am Spielbetrieb des Württembergischen Handballverbandes teil. In der Saison 2023/24 spielt die 1. Männermannschaft in der Verbandsliga Württemberg Staffel 2.

#### Erfolge
- Aufstieg in die Regionalliga (3. Liga) 1993
- Württembergischer Meister (4. Liga) 1993

#### Spielerpersönlichkeiten
- Elmar Romanesen (Handballspieler und Trainer)
- Daniel Kottan (Handballspieler)

## Abteilungen
Beim TSV Bad Saulgau werden in neun Abteilungen folgende Sportarten angeboten:
| - Badminton - Basketball - Handball | - Judo - Leichtathletik - Schwimmsport | - Tischtennis - Turnen - Volleyball |